# Euros Childs
Euros Childs (* 16. dubna 1975 Freshwater East) je velšský hudebník.
V roce 1991 spoluzaložil skupinu Gorky's Zygotic Mynci, s níž vydal devět studiových alb. Je autorem nebo spoluautorem naprosté většiny písní kapely. S dalšími členy rovněž vystupoval ve filmu Beautiful Mistake (2000). V kapele dále působila mj. jeho sestra, houslistka Megan. Po rozpadu skupiny v roce 2006 se vydal na sólovou kariéru a vydal první sólové album nazvané Chops, nazpívané převážně v angličtině. Druhá deska, Bore Da (2007), obsahuje výhradně písně s velšskými texty; většina jeho pozdějších písní má anglické texty. Do roku 2022 vydal osmnáct sólových alb.
Od roku 2009 se mimo své sólové kariéry věnuje spolu se skotským hudebníkem Normanem Blakem projektu nazvanému Jonny. V roce 2010 se podílel na albu We Went Riding svého bývalého spoluhráče z Gorky's Zygotic Mynci Richarda Jamese. Roku 2013 vydal album At the Dance v rámci projektu Short & Curlies, v němž dále působili mj. Megan Childs, H. Hawkline a Stephen Black. V roce 2019 se stal členem Blakeovy domovské kapely Teenage Fanclub, s níž nahrál její jedenácté a dvanácté řadové album Endless Arcade (2021) a Nothing Lasts Forever (2023).

## Sólová diskografie
- Chops (2006)
- Bore Da (2007)
- The Miracle Inn (2007)
- Cheer Gone (2008)
- Son of Euro Child (2009)
- Face Dripping (2010)
- Ends (2011)
- Summer Special (2012)
- Situation Comedy (2013)
- Eilaaig (2014)
- Sweetheart (2015)
- Refresh! (2016)
- House Arrest (2017)
- Olion (2018)
- Gingerbread House Explosion (2019)
- Kitty Dear (2020)
- Blaming It All on Love (2021)
- Curries (2022)
- Thrips (2023)